# Sierakowice Prawe
Sierakowice Prawe est une localité polonaise de la gmina et du powiat de Skierniewice en voïvodie de Łódź.